# 아마곤
아마곤(Amagon, 일본어: 突然! マッチョマン, 돌격! 마초맨)은 패밀리 컴퓨터용의 횡스크롤 플랫폼 액션 게임으로, 유메코보가 개발했다.

## 시놉시스
이 게임에서 플레이어는 해병대 출신 아마곤 역을 맡는다. 그는 비행기 추돌 이후 섬에 갇히게 된다. 구조선이 섬의 다른 편에 있어서 아마곤은 직접 도보로 건너야 한다.

## 반응
올게임은 이 게임에 대해 5점 중 2점을 부여했다.